# Ежовая битва в Лас-Вегасе
Ежовая битва в Лас-Вегасе — шахматная партия между Сергеем Шиповым и Василием Иванчуком состоявшаяся 7 августа 1999 года в Лас-Вегасе на чемпионате мира по шахматам ФИДЕ. Примечательна тем, что Иванчук применил пешечную структуру «ёж», которая считалась сильной стороной его соперника.

## Путь к матчу
Василий Иванчук был посеян на турнире под 6-м номером, Сергей Шипов под 22-м. Оба гроссмейстера были посеяны в 6 секции и пропускали первый раунд турнира.
Во втором раунде турнира:
- Иванчук победил Маттиаса Вальса 2:0 (матчи состоялись 3 августа[1] и 04.08.1999[2].
- Сергей Шипов в дополнительной партии победил Ханнеса Стефанссона (54й номер посева) 2½:1½ (ничья черными 03.08.1999[3], ничья белыми 04.08.1999[4]; дополнительная партия: ничья черными[5], победа белыми[6]).

В третьем туре турнира 6 августа Василий Иванчук выиграл белыми.

### Ежовая битва
Второй матч третьего тура между Сергеем Шиповым и Василием Иванчуком состоялся 7 августа. Свое название (Ежовая битва в Лас-Вегасе) партия получила за применение Василием Иванчуком структуры «Ёж». Сергей Шипов считался одним из лучших специалистов по «ежу» того времени.
В дебюте был разыгран дебют защита Нимцовича: 1.d4 Кf6 2.c4 e6 3.Кc3 Сb4
Далее Сергей Шипов избрал вариант Пирца: 4.Фc2 c5 5.d: c5 O-O 6.a3 С:c5 7.Кf3 b6
Далее гроссмейстеры сыграли: 8.Сg5 Сb7 9.e3 h6 10.Сh4 Сe7 11.Лd1 d6 (данным ходом Иванчук показал, что готов играть «ежа»)
12. Сe2 a6 13. O-O Фc7 14. Лd2 Кbd7 Иванчук продолжает играть «ежа». Дальнейшие попытки Сергея Шипова сыграть в атаку успеха не имели:
15. Лfd1 Лfd8 16. Фb1 Кc5 17. Лc2 Лac8 18. Кd4 Кce4 19. Сf3 К:c3 20. Л:c3 С:f3 21. g: f3 Фb7 22. Крg2 g5 23. Сg3 g4 24. h3 g: f3+ 25. Крh2 Крh8 26. Лcc1 Лc5 27. b4 Лh5 28. Лh1 Лg8 29. Фd3 Л:g3 30. Кр: g3 Лg5+ 31. Крh4 Кe4
После 31 хода Сергей Шипов признал свой проигрыш.

## Интересные факты
За применение пешечной структуры Ёж данная партия получила прозвище «Ежовая битва в Лас-Вегасе».
Данную партию разбирало огромное количество гроссмейстеров, в том числе Сергей Шипов.
В 2005 году Сергей Шипов выпустил книгу «Ёж: учебник стратегии и тактики».